# Præcolumbiansk tid
Den præcolumbianske tid omhandler alle Amerikas historie og forhistories periodiske underinddelinger før fremkomsten af den betydelige europæiske påvirkning af det amerikanske kontinent. Tidsperioden spænder fra tidspunktet for den oprindelige bosættelse i den sene palæolitiske periode til den europæiske kolonisering af Amerika i løbet af den tidlige moderne periode.[kilde mangler]
Mens udtrykket teknisk set refererer til perioden før Christoffer Columbus opdagelsesrejser i 1492, dækker den i praksis normalt de oprindelige kulturers fortsatte udvikling, indtil de blev overvundet, formindsket eller ændret markant af europæerne, selvom dette skete årtier eller endog århundreder efter Columbus' første landgang.[kilde mangler] På grund af dette anvendes de alternative udtryk Prækontakt Amerika, Prækolonielt Amerika eller Præhistorisk Amerika også. Nogle steder i Latinamerika er Præhispanic det udtryk, der normalt bruges. Udtrykket præcolumbiansk tid anvendes særligt ofte i debatter om de store oprindelige civilisationer i den nye verden, såsom dem i Mesoamerika (eksempelvis aztekerne og mayaerne) og Andes (Inkariget, moche, osv.).[kilde mangler]
Mange præcolumbianske civilisationer opnåede særlige kendetegn som omfattede permanenter bopladser, jordbrug, byer, civil og monumental arkitekture, store jordarbejder og komplekse samfundsmæssige hierarkier.[kilde mangler] Nogle af disse civilisationer havde ophørt med at eksistere længe før, de første europæiske kolonier og de trælbundne afrikanere ankom (ca. sene 15.–tidlige 16. århundrede), og kendes kun gennem arkæologiske undersøgelser og mundtlig historie.[kilde mangler] Andre civilisationer eksisterede i kolonitiden og blev beskrevet gennem historiske europæiske udredninger fra den tid. Nogle få såsom Maya civilisationen havde deres egne skriftlige optegnelser.[kilde mangler] Fordi mange kristne europæerne anså sådanne tekster som kætterske, ødelagde mænd som Diego de Landa mange teksterne i bål, selv mens de samtidig søgte at bevare de indfødtes historier.[kilde mangler] Kun nogle få skjulte dokumenter har overlevet på deres oprindelige sprog, mens andre blev transskriberet eller dikteret til spansk, hvilket har givet moderne historikere glimt af gamle kulturer og viden.[kilde mangler]
Indfødte amerikanske kulturer fortsætter med at udvikle sig efter præcolumbiansk. Mange af disse folkeslag og deres efterkommere fortsætter med traditionelle skikke, mens de udvikler sig og tilpasser og tager nye kulturelle skikke og teknologier ind i deres liv.[kilde mangler]

## Historie
Før udviklingen af arkæologien i det 19. århundrede, fortolkede historikere, der arbejdede med den præcolumbianske periode, primært de europæiske erobrere, rejsende og antikvarers beretninger og optegnelser. Det var først i 19. århundrede, at John Lloyd Stephens, Eduard Seler og Alfred P. Maudslay, og institutioner såsom Peabody Museum of Harvard University's arbejde, førte til en genovervejelse og kritik af de europæiske kilder. I dag er det videnskabelige studie af de præcolumbianske kulturer oftest baseret på videnskabelig og tværfaglige metoder.

### Amerikas bosættelse
Amerika menes at være blevet befolket af asiatiske nomader, der nåede Amerika fra Sibirien og over Bering-landbroen, i dag Beringstrædet, muligvis langs kysten. Genetiske beviser fundet i amerindianeres maternelt arvede mitokondrielle DNA (mtDNA) støtter teorien om at flere genetiske populationer migrerede fra Asien.Palæo-indianere spredte sig i løbet af årtusinder i hele Nord- og Sydamerika. Præcis hvornår den første gruppe af mennesker migrerede ind i Amerika er genstand for megen debat. En af de tidligst identificerbare kulturer var Cloviskulturen, med steder dateret 13.000 år gamle. Dog er endnu ældre steder, der går helt tilbage til for 20.000 år siden, blevet fundet. Nogle genetiske studier har estimeret, at Amerika blev befolket for mellem 40.000 og 13.000 år siden. Migrationmodellernes kronologi er på nuværende tidspunkt delt op i to tilgange. Den første er den kort kronologi teorien, der hævder at den første folkevandring hinsides Alaska ind i den Nye Verden ikke forekom tidligere end for 14.000–17.000 års siden, efterfulgt af successive bølger af immigranter. Den anden er den lang kronologi teorien, der foreslår at den første gruppe af mennesker kom ind i kontinentet på et meget tidligere tidspunkt, muligvis for 50.000–40.000 år siden eller tidligere.
Der er blevet fundet artefakter i både Nord- og Sydamerika, der er dateret 14.000 år gamle, og derfor er det blevet foreslået, at mennesker har nået Kap Horn, sydspidsen af Sydamerika, på dette tidspunkt. I så fald er innuiterne ankommet separat og på meget senere tidspunkt, sandsynligvis ikke for mere end 2.000 år siden, ved at have bevæget sig over isen ved Beringstrædet fra Sibirien ind i Alaska.

### Nordamerika

#### Tidlig Arkaisk tid
Under istidens aftagen blev Nordamerikas klima ustabilt. Det stabilisere sig for omkring 10,000 år siden, og de klimatiske forhold lignede nutidens meget. Adskillige arkæologiske kulturer er indenfor denne tidsramme blevet identificeret, hvoraf stort set alle disse vedrører den arkaiske periode.
Det ustabile klima førte til omfattende migration. De første palæoindianere spredte sig hurtigt hen over hele Amerika og der opstod opstod mange hundrede forskellige stammer med distinktive kulturelle træk. Palæoindianerne var jægere og samlere, der sandsynligvis var karakteriseret af små flokke bestående af omkring 20 til 50 medlemmer af storfamilie. Disse grupper bevægede sig fra sted til sted i takt med at foretrukne ressourcer blev brugt op og nye forråd blev fundet. Flokkene menes i løbet af den paleoindianske tisperiode primært at have overlevet ved jagt på i dag uddøde kæmpestore landdyr, såsom mastodonten og Urbisonen. Palæoindianske grupper bar på en bred vifte af redskaber, herunder de distinktive spydspidser og knive, såvel som de mindre distinktive redskaber der blev brugt til slagtning og garvning af skind.[kilde mangler]
Det amerikanske kontinents enorme størrelse og dets varierede klima, økologi, vegetation, fauna og dets landskabsformer fik de første amerikanere til at samle sig i mange distinktive linkvistiske og kulturelle grupper. Dette afspejles i indfødte amerikaneres mundtlige historier, beskrevet af en bred vifte af traditionelle skabelsesberetninger, der ofte siger, at et givent folk har levet i et bestemt område siden Verdens skabelse.[kilde mangler]
Igennem tusinder af år, domesticerede, opdrættede og kultiverede palæoindianerne adskillige plantearter. Disse arter var meget nærende og udgør nu 50-60% af alle kultiverede afgrøder i hele verden. Generelt fortsatte arktiske, subarktiske og kystnære folk med at leve som jægere og samlere, mens landbrug blev adopteret i mere tempererede områder samt områder i læ. Kultivering af planter, hvor end denne blev adopteret, banede vej for en drastisk befolkningsstigning.

#### Middelarkaisk tid
Det tog efter folkevandringer eller folkevandringerne flere tusinde år før de første komplekse samfund opstod, hvoraf de tidligste opstod for omkring syv- til ottetusinde år siden.[kilde mangler] Befolkningen i den Lavere del af Mississippidalen ved Monte Sano området havde så tidligt som 6500 f.v.t. bygget komplekse jordarbejde høje,formentlig til religiøse formål.[kilde mangler] Dette er det tidligste daterede højkompleks fundet i dagens Louisiana, Mississippi og Florida. Arkæologer har siden det sene tyvende århundrede udforsket og dateret disse områder. De har fundet ud af, at de var bygget af jæger og samler samfund, hvis folk beboede områderne sæsonbestemt, og disse havde endnu ikke udviklet keramik.[kilde mangler]
Byggeriet af Watson Brake, et stort kompleks bestående af elleve platform høje, blev påbegyndt i 3400 f.v.t. og afsluttedes over 500 år efter. Dette har ændret tidligere opfattelser om at kompleks konstruktion kun opstod efter at samfund havde taget landbrug til sig, blevet fastboende, ofte havde udviklet stratificeret hierarki, og generelt også udviklet keramik.[kilde mangler] Disse tidlige folk havde på et anderledes grundlag organiseret byggeriet af komplekse høj projekter.[kilde mangler]

#### Senarkaisk tid
Indtil den nøjagtige datering af lignende arkæologiske områder, blev Poverty Point, der i øvrigt også befinder sig i den lavere del af Mississippidalen, anset som værende det ældste kompleks af høje. Det blev bygget omkring år 1500 f.v.t. og var centrum for en kultur, der strakte sig over 100 områder på begge sider af Mississippifloden.[kilde mangler] Poverty Point området har jordarbejder i form af seks koncentriske halvcirkler, inddelt af radiale midtergange, og endvidere nogle høje. Hele komplekset er næsten en mile på tværs.[kilde mangler]
Højene blev konstrueret af senere kulturer, der desuden byggede adskillige områder ved midten af Mississippi- og Ohiofloddalen, heraf kan nævnes "effigy mounds", koniske og "ridge mounds" høje samt andre figurer og former.[kilde mangler]

#### Woodlandtiden
Woodlandtiden, der vedrører præcolumbianske kulturer i det østlige Nordamerika, spænder sig over en tidsperiode fra omtrent 1000 f.v.t. til 1000 AD. Begrebet "Woodland" blev opfundet i 1930'erne og refererer til præhistoriske arkæologiske områder, der stammer fra tiden mellem arkaisk tid og opblomstringen af de Mississippianske kulturer.[kilde mangler] I løbet af denne tidsperiode byggede Adenakulturen og den efterfølgende Hopewelltradition monumental jordarbejde arkitektur og grundlagde endvidere handels- og udvekslingsnetværk, der strakte sig over hele kontinentet.[kilde mangler]
Denne periode anses som værende periode præget af udvikling, dog uden nogle omfattende ændringer på kort tid. I stedet menes der at have været uafbrudt og vedvarende udvikling i sten- og knogleredskaber, læderarbejde, tekstilfremstilling, redskabsproduktion, kultivering og konstruktion af beboelse i læ for vejr og vind.[kilde mangler] Nogle Woodlandfolkeslag fortsatte med at bruge spyd og atlatler helt frem til slutningen af perioden, hvor de blev erstattet af buer og pile.[kilde mangler]

#### Mississippikulturen
Missisippikulturen var spredt over det Sydøstlige USA og Midtvesten fra den atlantiske kyst til udkanten af Great Plains, fra den Mexicanske golf til det øvre Midtvesten. Dog området langs Mississippifloden og Ohiofloden var tætbefolket sammenlignet med resten af området.[kilde mangler] En af denne kulturs distinktive særpræg var konstruktionen af store komplekser bestående Jordhøje og store plazaer. Dette folk fortsatte således med at holde fast i tidligere kulturers traditioner vedrørende byggeri af høje.[kilde mangler] De dyrkede majs og andre afgrøder intensivt, deltog i et omfattende handelsnetværk og havde et komplekst stratificeret samfund.[kilde mangler]
Mississippianerne dukkede første gang op omkring 1000 AD og efterfulgte og udviklede sig ud af den mindre landbrugsmæssigt intensive og mindre centraliserede Woodland-tidsperiode. Dette folks største urbane område, kaldet Cahokia og placeret nær nutidens East St. Louis, Illinois, kan muligvis have nået en befolkning på over 20.000.[kilde mangler] I hele det sydøstlige USA blev andre høvdingedømmer bygget, og områdets handelsnetværk nåede helt de Store Søer og den Mexicanske golf.[kilde mangler] Ved sit højdepunkt, mellem det 12. og 13. århundrede e.Kr., var Cahokia den mest folkerige by i Nordamerika. (Større byer eksisterede i Mesoamerika og Sydamerika.) Monks høj, det største og vigtigste ceremonielle centrum i byen Cahokia, forbliver det største jordarbejde i den præhistoriske Nye Verden (måske nord for Mexico).:129  Hele Mississippikulturen nåede sit højdepunkt omkring 1200-1400 AD, og det ser det ud til, at kulturen havde været i nedgang før Europæernes ankomst.:467 
Mange Mississippianske folkeslag stødte i 1540'erne sammen med Hernando de Sotos ekspedition, for det meste med katastrofale følger for begge sider. Soto ekspeditionens var i modsætning til de spanske ekspeditioner i Mesoamerika, der erobrede vidstrakte og store imperier med relativ få mænd, ikke særlig succesfuld. Ekspeditionen vandrede i fire år rundt i Sydøstlige Amerika, blev mere og mere beskidt og sjasket, mistede flere mænd og udstyr, indtil den til sidst ankom i Mexico med en brøkdel af dens oprindelige størrelse.[kilde mangler] Den lokale befolkning kom en meget værre skæbne i møde, eftersom dødsfaldene fra de sygdomme, ekspeditionen bragte med sig, ødelagde og hærgede folkeslagene og fremkaldte stor social uro.[kilde mangler] Næsten alle af de mississippiske grupper var forsvundet, da europæerne vendte tilbage et hundrede år senere, og vidstrakte områder af deres territorie var stort set ubeboede.

#### Historiske stammefolk
Nordamerikas oprindelige folk havde ved europæernes ankomst mange forskellige livsstile, fra fastboende agrariske samfund til jæger og samler samfund. Mange grundlagde som reaktion på europæernes kolonisering nye stammer eller konføderationer.[kilde mangler] Disse er ofte klassificeret i kulturområder, løst baseret på geografi.[kilde mangler] Heraf kan følgende nævnes:
- Arktis, heraf Aleutere, Inuitter, og Yupik
- Subarktis
- Nordvestlige Woodlands
- Sydøstlige Woodlands
- Great Plains
- Great Basin
- Nordvestlige plateau
- Nordvestkysten
- Californien
- Sydvest (Oasisamerika)

Adskillige præcolumbianske folk var fastboende, såsom Puebloindianerne, Mandan, Hidatsa og andre, og nogle etablerede store bosættelse, sågar byer, såsom Cahokia, i det der nu er Illinois. Irokeserføderationen eller "Det lange hus' folk" var et politisk avanceret, demokratisk samfund, som nogle historikere mener har påvirket Amerikas Forenede Staters Forfatning. Denne indflydelse blev i en resolution, vedtaget af Senatet i 1988, tilkendegivet Irokeserføderationen. Andre historikere har bestridt denne fortolkning og mener, at påvirkningen var minimal eller ikke eksisterede. De pointerer mange forskelle mellem de to systemer, samt rigelig præcedens for forfatningen kan findes i den europæiske politiske tankegang.

### Mesoamerika
Mesoamerika er området, der strækker sig fra det centrale Mexico til Costa Ricas nordvestlige landegrænse, hvor mange stratificerede, kulturelt beslægtede samfund agrariske civilisationer opblomstrede og eksisterede i flere tusinde år, indtil Christoffer Columbus' ekspeditioner til den Nye Verden, der blev deres endeligt.[kilde mangler] Denne gruppe af oldtidskulturer havde fælles religiøs overbevisning, kunst, arkitektur og teknologi i mere end tre tusind år.[kilde mangler] Adjektivet Mesoamerikansk bruges generelt til at refererer til denne gruppe af præcolumbianske kulturer.[kilde mangler]
Komplekse kulturer begyndte mellem 2000 og 300 fvt. at opstå i Mesoamerika. Nogle udviklede sig til advancerede præcolumbianske civilisationer, såsom Olmeker, Teotihuacan, Maya, Zapoteker, Mixteker, Huasteker, Purepecha, Tolteker og Mexica/Azteker.. Mexicacivilisationen er også kendt som Azteker Tripelalliancen, da de var tre små riger i et løst forbund.
Disse oprindelige civilisationer krediteres med mange opfindelser: byggeri af pyramidetempler, matematik, astronomi, lægevidenskab, skrivning, meget præcise kalendere, skønne kunster, intensivt landbrug, ingeniørvidenskab, en abacus kalkulator, og kompleks teologi.[kilde mangler] De opfandt også hjulet, men det blev udelukkende anvendt som et legetøj. De brugte desuden hjemhørende kobber, sølv og guld til metalbearbejdning, hvortil de anvendte meget advancerede metoder.[kilde mangler]
Overalt i det nordlige Mexico (især i delstaten Nuevo León) findes inskriptioner fra gammel tid på sten- og klippevægge, der demonstrere en tidlig tilbøjelig til at tælle.[kilde mangler] De anvendte det vigesimale talsystem og indeholdt tallet nul.[kilde mangler] Disse tidlige tællemarkeringer var forbundet med astronomiske begivenheder og understreger den indflydelse astronomiske aktiviteter havde på mesoamerikanske folk inden europæernes ankomst. Mange af de senere mesoamerikanske civilisationer byggede meget omhyggeligt deres byer og ceremonielle centre efter specifikke astronomiske begivenheder.[kilde mangler]
De største mesoamerikanske byer, såsom Teotihuacan, Tenochtitlan og Cholula, var iblandt de største i verden. Disse byer voksede sig til centre for handel, ideer, ceremonier og teologi, og deres indflydelse bredte sig til alle tilstødende kulturer i det centrale Mexico.[kilde mangler]
Selvom mange bystater, kongeriger og kejserriger konkurrence med hinanden om magt og prestige, kan Mesoamerika siges at have haft fem større civilisationer: Olmekerne, Teotihuacan, Toltekerne, Mexicaerne og Mayaerne. Disse civilisationer (med undtagelse af de politisk fragmenterede Maya) spredte deres indflydelse over hele Mesoamerika og hinsides, som ingen andre. De konsoliderede magt og spredte indflydelse indenfor handel, kunst, politik, teknologi og teologi.[kilde mangler] Andre magtfaktorer i området dannede økonomiske og politisk alliancer med disse civilisationer i en periode på 4000 år. Mange gik i krig med dem, men næsten alle folkeslag fandt sig indenfor en af de fire større civilisationers indflydelsessfærer.[kilde mangler]
Regional kommunikation i det gamle Mesoamerika har været genstand for betydelig forskning. Der er bevis for handelsruter, der startede så langt i nord som ved det centrale Mexicanske Plateau og gik ned til Stillehavskysten. Disse handelsruter og denne kulturelle kontakt fortsatte herefter så langt som til Mellemamerika.[kilde mangler] Disse netværk blev betjent fra præolmeker tid og op til Senklassisk tid (600–900 AD).[kilde mangler]

#### Olmeker civilisationen
Den tidligst kendte civilisation er Olmekerne. Denne civilisation etablerede en kultur, som alle efterfølgende civilisationer hjemhørende i Mexico fulgte. Præ-Olmeker civilisationen begyndte omkring 2300 fvt. i Grijalvaflodens delta at producere keramik i overflod. Mellem 1600 og 1500 fvt., havde Olmekerne i takt med konsolideringen af magt i deres hovedstad, begyndt på byggeriet af et område, i dag er kendt som San Lorenzo Tenochtitlán, tæt ved kysten i det sydøstlige Veracruz.. Olmekernes indflydelse bredte sig over hele Mexico, ind i Mellemamerika, og langs Den Mexicanske Golf. De forvandlede mange folkeslags tænkning hen imod en ny måde at regere på, pyramidetempler, skrivning, astronomi, kunst, matematik, økonomi og religion.[kilde mangler] Deres bedrifter banede vej for Maya-civilisationens storhed i øst og civilisationernes storhed mod vest i det centrale Mexico.storhed.[kilde mangler]

#### Teotihuacan civilisationen
I Mexico resultede Olmekernes nedgang i et magtvakuum. Ud af det magtvakuum opstod Teoithuacan, der i 300 fvt. begyndte at slå sig ned.[kilde mangler] Ved 150 fvt. var Teotihuacan, efter en opblomstring af civilisationen, den første ægte storby, i hvad der nu kaldes Nordamerika.[kilde mangler] Teotihuacan etablerede en ny økonomisk og politisk orden, hvis lige aldrig før var set i Mexico. Dens indflydelse strakte sig over Mexico ind i Mellemamerika og grundlagde nye dynastier i Maya byerne Tikal, Copan og Kaminaljuyú.[kilde mangler] Teotihuacans indflydelse på Maya-civilisationen kan ikke undervurderes: den forvandlede den politiske magt, kunstneriske skildringer, og økonomiens karakter.[kilde mangler] Der var inden for byen Teotihuacan en forskelligartet og kosmopolitisk befolkning. De fleste af regionens etniske grupper var repræsenteret i byen, såsom Zapotekerne fra Oaxaca regionen.[kilde mangler] De boede i lejligheds-fællesskaber, hvor de arbejdede med deres håndværk og bidrog til byens økonomisk overlegenhed.[kilde mangler] Teotihuacans økonomiske tiltrækning påvirkede endvidere områder i det nordlige Mexico.[kilde mangler] Det var en by, hvis monumentale arkitektur afspejlede en ny storslået æra i Mexicansk civilisation. Byen politiske magt var i nedgang omkring 650 AD, men dens kulturelle indflydelse varede i lidt over 1000 år, til omkring 950 AD.[kilde mangler]

#### Maya civilisationen
Maya civilisationens storhed var samtidig med Teotihuacans. Perioden mellem 250 AD og 650 CE var et tid med intens opblomstring af civiliserede Maya præstationer.[kilde mangler] Selvom de mange Maya bystater aldrig opnåede politisk enhed, udøvede de en enorm intellektuel indflydelse på Mexico og Mellemamerika. Mayaerne byggede nogle af kontinentets mest kunstfærdige byer, og gjorde innovationer indenfor matematik, astronomi og systematisering af tidsperioder ved hjælp af kalendere.[kilde mangler] Mayaerne udarbejdede det eneste ægte hjemhørende skrivesystem i Amerika ved at bruge piktogrammer og syllabisk bestanddele i form af tekster og kodekser indskrevet på sten, keramik, træ eller let fordærvelige bøger lavet af barkpapir.[kilde mangler]

#### Azteker/Mexica/Tripelalliance civilisationen
Tolteker-civilisationens nedgang dannede grobund for politisk fragmentering i Mexicodalen. Ind i dette politiske spil vedrørende kappestriden om Toltekernes trone kom outsiderne Mexicaerne.[kilde mangler] De var også et ørkenfolk og en ud af syv grupper, der tidligere kaldte sig selv "Azteca" til minde for Aztlán, men de ændrede deres navn efter at have migreret i flere år.[kilde mangler] Da de ikke var fra Mexicodalen, blev de oprindeligt, fordi de tilhørte Nahuafolket betragtet som rå og primitive. De formåede gennem politiske manøvrer og grumme kampfærdigheder at blive herskerne af Mexico, idet de var 'Tripelalliancens' leder (som omfattede de to andre Azteker atlepl (bystater), Texcoco og Tlacopan).[kilde mangler]
Til trods for at Mexica var et nyankommet i Mexicos centrale plateau, anså de alligevel sig selv som arvinger til de civilisationer der var gået forud for dem. For dem var kunsten, skulpturerne, arkitektur, gravingerne, fjer-mosaik arbejde, og kalenderen som en testamenteret gave fra de tidligere beboere i Tula, Toltekerne.[kilde mangler]
Mexica-Aztekerne var omkring 1400 AD det centrale Mexicos herskere (mens Yaqui, Cora og Apache befalede store regioner i den nordlige ørken).[kilde mangler] De havde omkring 1470'erne AD undertvunget de fleste andre regionale stater. Ved deres kulminationspunkt præsiderede 300.000 Mexica over et rigt tribut-imperium,[kilde mangler] der på forskellige måder estimeret til at have haft en befolkning på 5-8 millioner ud af en samlet befolkning på 8-12 millioner.[kilde mangler] Den faktiske befolkning er aldrig baseret på mere end et skøn. Det moderne navn "Mexico" stammer fra deres navn.[kilde mangler]
Deres hovedstad, Tenochtitlan, lå der, hvor Mexicos nuværende hovedstad, Mexico City, ligger. Byen var ved sit kulminationspunkt en af verdens største byer med estimeret befolkning på 200-300.000. Byens marked var det største, conquistadorerne nogensinde havde set i den Nye Verden.[kilde mangler]

### Sydamerika
Sydamerikas vældige regnskove, bjerge, sletter og kyster var i det første årtusind hjemsted for millioner af mennesker. Skønene varierer, men der anslås oftest at omkring 30-50 millioner, mens nogle skøn er på 100 millioner. Nogle grupper dannede permanente bosættelse. Iblandt disse var Chibcha-talende folkeslag ("Muisca" eller "Muysca"), Valdivia, Quimbaya, Calima og Taironaerne. Muiscafolket i Colombia, der opstod på efter Herrera Perioden, Valdiviakulturen i Ecuador, Quechuarne og Aymaraerne i Peru og Bolivia, og de respektive grupper var de fire mest betydningsfulde fastboende amerindianske grupper i Sydamerika. I 1970'erne blev adskillige geoglyffer opdaget i regnskoven i Amazonas, beliggende i Brasilien, hvilket understøtter spanske beretninger om en advanceret og muligvis oldgammel civilisation.
Teorien om præcolumbiansk kontakt over det sydelige Stillehav mellem Sydamerika og Polynesien har fået støtte fra flere beviser, selvom solid bekræftelse forbliver flygtig. En blanding af menneskelige agenser er blevet fremført for at forklare den præcolumbianske tilstedeværelse i Oceanien i form af adskillige kultiverede planter hjemhørende i Sydamerika, såsom flaskegræskar (Lagenaria siceraria) eller sød kartoffel (Ipomoea batatas). Direkte arkæologisk vidnesbyrd for sådanne præcolumbianske kontakter og transport er ikke kommet frem. Ligheder bemærket i navnen ('e på spiselige rødder i Māori sprog og ecuadorianske sprog ("kumari") samt melanesisk og chilensk ("gaddu") har været utilstrækkelige.
En videnskabelige artikel fra 2007 offentliggjort i PNAS fremlagde DNA og arkæologiske beviser for at domesticerede kyllinger i den sene præcolumbianske tid var blevet introduceret i Sydamerika via Polynesien. Disse resultater blev udfordret af et senere studie udgivet i samme videnskabelige tidsskrift, der såede tvivl om den anvendte dateringskalibrering og forelagde alternativ mtDNA analyse, der var uenig med en polynesisk genetisk oprindelse. Oprindelsen og dateret forbliver et åbent spørgsmål. Endvidere forbliver det et åbent spørgsmål, hvorvidt tidlige udvekslinger mellem Polynesien og Amerika forekom, idet ingen overbevisende arv, vedrørende denne kontakt, af menneskelig genetisk, arkæologisk, kulturel eller sproglig art er dukket op.

#### Norte Chico eller Caral
Norte Chico eller Caral (som den kaldes i Peru) var en civilisation der omkring 3000 fvt opstod ved den nordlige-centrale kyst i dagens Peru, hvilket var samtidigt med byområdernes opståen i Mesopotamien. Området betragtes som en af civilisationens vugger ud af i alt seks i verden. Det havde en klynge af storskala bymæssige bosættelser, hvori den hellige by Caral, der ligger i Supedalen, lå. Byen er en af de største og grundigst studerede områder. Norte Chico eller Caral er den ældste kendte civilisation i Amerika og fortsatte med at eksistere indtil omkring 1800 fvt.[kilde mangler]

#### Valdivia
Valvidiakulturen eksisterede ved Ecuadors kyst. Deres eksistens blev for nylig opdaget ved arkæologiske fund. Deres kultur er iblandt de ældste, der er fundet i Amerika, og eksisterede fra 3500 til 1800 fvt.[kilde mangler] Valdiviaerne boede i fællesskaber bestående af huse arrangeret i en cirkel eller oval rundt om en central plaza. De var et fastboende folk, der levede af landbrug og fiskeri, skønt de lejlighedsvis bedrev hjortejagt.[kilde mangler] Videnskabsfolk har ud fra de rester, der er fundet, fastslået at Valdivianerne kultiverede majs, kidneybønner, squash, cassava, stærke peberfrugter, og bomuldsplanter, hvoraf den sidste blev brugt til at lave tøj.[kilde mangler] Valdiviansk kemamik var til at begynde med ru og praktisk, men det blev over tid prægtigt, fint og stort. De brugte i almindelighed røde og grå farver; og poleret mørkerød keramik er karakteristisk for den Valdivianske periode. Valdiviakulturen viser i dens keramik og stenværker en progression fra de mest simple til meget mere komplicerede værker.[kilde mangler]

#### Cañaris
Cañarifolket var de første indfødte i dagens Ecuadorianske provinser Cañar og Azuay. De var en højtudviklet civilisation med advanceret arkitektur og komplekse religiøse overbevisninger. Inkaerne ødelagde og brændte det meste af deres levn.[kilde mangler] Cañarifolkets gamle by blev erstattet to gange, først med Inkabyen Tumebamba og senere på samme sted med den koloniale by Cuenca.[kilde mangler] Byen blev desuden antaget for at være El Dorado, byen lavet af guld, der stammer fra Colombiansk mytologi.[kilde mangler]

Cañariernes mest bemærkelsesværdige bedrift er, at de i mange år med voldsom modstand drev Inka invasionen tilbage, indtil de faldt til Tupac Yupanqui.[kilde mangler] Mange af deres efterkommere er stadig til stede i Cañar. Størstedelen blandede sig ikke med kolonisterne eller blev Mestizer.[kilde mangler]

#### Chavín
Chavínkulturen, en sydamerikansk prælitterær civilisation, grundlagde i 900 fvt. et handelsnetværk og udviklede landbrug, ifølge nogle skøn og arkæologiske fund. Artefakter blev fundet på et sted kaldet Chavín i en højde af 3177 meter i det moderne Peru. Chavín-civilisationen eksisterede fra 900 til 300 fvt.[kilde mangler]

#### Muisca
De Chibcha-talende samfund var de mest talrige, territorialt udbredte og socioøkononomisk udviklede af de præcolumbianske Colombianere. De indfødte folk havde ved det 8. århundrede AD. grundlagt deres civilisation i det nordlige Andes.[kilde mangler] På dette tidspunkt bosatte Chichaerne sig i en del af, hvad der nu er Panama samt det østlige Sierras højsletter i Colombia.[kilde mangler]
Områderne de bosatte i Colombia var nutidens departementer Santander (nord og syd), Boyacá og Cundinamarca. Det er her de første gårde og industrier opstod. Det er også her uafhængighedsbevægelsen stammer fra.[kilde mangler] De er på nuværende tidspunkt de rigeste områder i Colombia.[kilde mangler] Chibchaerne udviklede den mest folkerige zone mellem Maya- og og Inkariger.[kilde mangler] Ved siden af Quechua i Peru og Aymarafolket i Bolivia i Colombias østlige og nordøstlige højland udviklede Chibchaerne den mest bemærkelsesværdige kultur blandt de sedentære oprindelige folkeslag Sydamerika.[kilde mangler]
I det Colombianske Andes bestod Chibcha af flere stammer, der talte lignende sprog (Chibcha). De omfattede følgende: Muisca, Guane, Lache, Cofán og Chitareroer.[kilde mangler]

#### Moche
Mochekulturen trivedes ved Perus nordlige kyst fra omkring 100 til 800 AD. Mochekulturens arv ses i deres udførlige begravelser. Nogle blev for nylig udgravet af UCLA's Christopher B. Donnan i samarbejde med det det National Geografiske Selskab.[kilde mangler]
Som dygtige håndværkere, var Mochefolket et teknologisk advanceret folk. De handlede med fjerne folkeslag såsom Mayaerne.[kilde mangler] Alt det, der er blevet lært om, er baseret på undersøgelser af deres keramik; billedskæringerne afslører detaljer om deres daglige liv.[kilde mangler] Larco Museet i Lima, Peru har en omfattende samling af den tidligere nævnte keramik.[kilde mangler] De viser at folk praktiserede menneskeofring, havde bloddriknings ritualer og at deres religion inkorporerede ikke-forplantningsmæssige seksuelle praksis (såsom fellatio).[kilde mangler]

#### Tiwanakuriget
Tiwanakuriget havde byen Tiwanaku i det vestlige Bolivia som base og hovedstad og strakte sig ind i nutidens Peru and Chile fra 300 til 1000 AD.[kilde mangler] Tiwanaku er af lærde, specialiseret i Andes, anerkendt som en af de vigtigste sydamerikanske civilisationer før Inkariget; byen var den rituelle og administrative hovedstad i en stor statsmagt for rundt regnet femhundrede år.[kilde mangler] Den oldgamle bystats ruiner er nær den sydøstlige bred ved Titicacasøen i kommunen Tiwanaku, provinsen Ingavi og departementet La Paz, omkring 72 km vest for La Paz.

#### Inkariget
Inkariget, der havde den pumaformede by Cuszo som hovedstad, var en meget distinktiv og udviklet civilisation. De dominerede området Andes fra 1438 til 1533 AD.[kilde mangler] Inkacivilisationen er på Quechua kendt som Tawantinsuyu, eller "de fire regioners land".[kilde mangler] Inkaernes herredømme bredte sig til næsten et hundrede sproglige eller etniske samfund og i riget var omkring 9-14 millioner mennesker gennem et 40,000 kilometer langt vejnet forbundet med hinanden.[kilde mangler] Byerne blev bygget i bjergterrænet på mange forskellige niveauer, og de bestod af præcist murværk (bestående af natursten). Terrassejordbrug var en nyttig form for jordbrug. Der er forelægger beviser for fremragende metalarbejde og endda succesfuld hjernekirurgi i Inkacivilisationen.[kilde mangler]

#### Cambeba
Cambebafolket, også kendt som Omagua, Umana og Kambeba, er et indfødt folk i Brasiliens Amazonbassinet. Cambebafolket var i den sene præcolumbianske tid et folkeligt organiseret samfund, der i den columbianske udvekslings tidlige år oplevede et kraftigt fald i befolkningstallet.[kilde mangler] Den spanske opdagelsesrejsende Francisco de Orellana krydsede I løbet af det 16. århundrede AD. Amazonfloden og berettede om tætbefolkede områder, der løb hundredvis af kilometer langs floden.[kilde mangler] Disse befolkninger efterlad sig inden varige monumenter, muligvis fordi de brugte stedligt træ som deres byggemateriale, eftersom sten ikke lokalt var til rådighed. Selvom det er muligt, at Orellana kan have overdrevet udviklingsniveauet blandt Amazonerne, syntes deres halvnomadiske efterkommere blandt indfødte stammer at have en mærkelig forskel: arveligt aristokrati med jordløse.[kilde mangler] Arkæologiske beviser har afsløret den fortsatte tilstedeværelse af halvdomesticerede frugtplantager, såsom som umådelige områder med terra preta beriget land. Begge disse opdagelser har sammen med opdagelsen af Cambeba keramik inden for de samme arkæologiske niveauer antyder at en stor og organiseret civilisation eksisterede i området.

## Jordbrugets udvikling
De tidlige beboere i Amerika udviklede jordbrug og forædlede majsplantens akser fra 2-5 cm lange (se Teosinte) til en den længde, de har i dag. De indfødte dyrkede kartofler, tomater, tomatilloer (en skallet en grøn tomat), græskar, chilipeberfrugter, squash, bønner, ananas, søde kartofler, kornsorten quinoa og amaranth, kakaobønner, vanilje, løg, jordnødder, jordbær, hindbær, blåbær, brombær, papaya og avocadoer. Over to tredjedele af alle typer fødevareafgrøder, der dyrkes i hele verden, er hjemhørende i Amerika.[kilde mangler]
De indfødte begyndte at bruge ild i et vidstrakt område. Forsætlig afbrænding af vegetation blev anvendt til at efterligne virkningerne af naturbrændene, der havde tendens til at rydde underskoven, og derved gør transport lettere og fremmer væksten af urter og planter med bær, der var vigtige for både mad og medicin. Dette skabte Nordamerikas præcolumbianske savanner.
De indfødte amerikanere havde husdyr, selvom det ikke var ligeså udbredt som andre steder i verden (Asien, Afrika og Europa).[kilde mangler] Domesticerede kalkuner var almindelige i Mesoamerika og nogle områder i Nordamerika. De blev værdsat for deres kød, fjer og eventuelle æg.[kilde mangler] Der foreligger dokumentation for, at mesoamerikanerne opdrættede hårløse hunde, især Xoloitzcuintle racen, for deres kød.[kilde mangler] Samfundene i Andes holdt lamaer og alpakaer for deres kød og uld, samt til lastdyr.[kilde mangler] I Andes blev også marsvin opdrættet for deres kød.[kilde mangler] Andre kilder til kød i Mexico, Central- og det nordlige Sydamerika var Iguanas og en række vilde dyr, såsom hjorte og navlesvin. [kilde mangler]
Majs var ved det 15. århundrede blevet overført fra Mexico til Nordamerika og blev dyrket i Mississippi embayment, så langt som til USA's østkyst, og så nordpå som det sydelige Canada.[kilde mangler] Kartofler blev dyrket af Inkaerne, og chokolade blev brugt af Aztekerne.[kilde mangler]

## Genetik
Haplogruppen, der oftest er forbundet med de oprindelige amerindianeres genetik, er Haplogruppe Q1a3a (Y-DNA). Y-DNA adskiler sig ligesom mtDNA, fra andre nukleare kromosomer, ved at majoriteten af Y-kromosomer er unikke og ikke rekombinerer ved meiose. På grund af dette er historiske mutationers mønstre nemme at undersøge. Mønsteret indikerer, at oprindelige amerindianere oplevede to meget karakteristiske genetiske episoder; den første med den indledende bosættelse af Amerika, og den anden med den europæiske kolonisering af Amerika. Den førstnævnte er den afgørende faktor for antallet af genafstamninger og stiftende typer af haplogrupper i dag hos forskellige indfødte amerindianske befolkninger. Menneskelig bosættelse af den Nye Verden skete i etaper fra Beringshavets kystlinje, med et indledende 20.000 års ophold på Beringia for den stiftende befolkning.
Mikrosatellit mangfoldigheden og fordelingen af Sydamerikas specifikke Y-afstamning indikerer, at bestemte Amerindianske befolkningsgrupper har været isolerede, siden den indledende kolonisation af området. Befolkningsgrupperne Na-Dené, Inuit og de indfødte Alaskanere udviser mutationer i haplogruppe Q-M242 (Y-DNA) og adskiller sig imidlertid fra andre oprindelige Amerindianere ved adskillige mtDNA mutationer. Derfor tyder det på, at de tidligste migranter i Nordamerika og Grønland stammer fra senere befolkninger.